# Delta Air Lines
Delta Air Lines es una aerolínea comercial estadounidense cuya base está situada en Atlanta, Georgia. Es la aerolínea operativa más antigua de los Estados Unidos y la séptima más antigua en funcionamiento en todo el mundo. Es miembro fundador, junto con Aeroméxico, Air France y Korean Air, de SkyTeam, una alianza de aerolíneas globales que ofrece a los clientes un gran número de destinos alrededor del mundo, vuelos y otros servicios. Incluyendo a sus socios de SkyTeam, así como socios a nivel mundial de código compartido.
Desde el 30 de octubre de 2008, Northwest Airlines forma parte de Delta, creando así la aerolínea más grande del mundo, desplazando a American Airlines, volando a 375 destinos en 66 países, transportando unos 170 millones de pasajeros al año y con cerca de 75 000 empleados. El proceso de integración de NWA a Delta tardó entre 12 y 24 meses, para finalmente operar bajo el mismo código y un solo certificado.
Delta es la aerolínea estadounidense más grande en vuelos transatlánticos, llegando a más destinos en Europa y Asia que ninguna otra aerolínea y es el segundo operador más grande de los Estados Unidos en América Latina luego de American Airlines.
Su sede principal es el Aeropuerto Internacional Hartsfield-Jackson, en Atlanta, que en 2004 transportó a más de 50 millones de pasajeros, convirtiéndose en el aeropuerto de mayor tráfico internacional del mundo seguido de Chicago O´hare, el principal hub de United Airlines y uno de los principales hubs de American.
Además de Atlanta, Delta tenía establecidos 3 hubs secundarios en Cincinnati, Nueva York-JFK y Salt Lake City, tras la fusión con Northwest se amplían a 8 incluyendo ahora los aeropuertos de Detroit, Memphis, Mineápolis-St. Paul y Tokio-Narita.
Delta ha utilizado distintos tipos de aviones a través de su historia, como el DC-3, Boeing 747, MD-11, Lockheed L-1011 TriStar, Boeing 727, Boeing 737, Boeing 757, Boeing 767, McDonnell Douglas DC-9, DC-8, Airbus A319 y Airbus A320. Delta fue la primera compañía en utilizar el DC-8 y el DC-9.

## A bordo de Delta Air Lines
El entretenimiento a bordo es una de las principales estrategias de Delta, ya que está implementando los servicios con los que contaban los aviones de Song Airlines, pantallas individuales con diversos servicios multimedia. Delta cuenta con este servicio en aviones de su flota Boeing 737-800, Boeing 757-200, Boeing 767-400, Boeing 777-200 y el Airbus A319
Para determinar el servicio de comidas y bebidas que recibirán a bordo los pasajeros, se utilizan diversos criterios, incluidos la hora de vuelo, la distancia y la clase de servicio.[cita requerida]
En 2013 esta compañía fue denunciada ante "los juzgados de Hawaii y recogida por la web de noticias jurídicas CourtHousenews.com , los hechos sucedieron en julio de 2012, cuando se desplazó hasta Massachusetts en un avión de la compañía con el objetivo de asistir a una conferencia".

## Historia

### Fusión conNorthwest Airlines

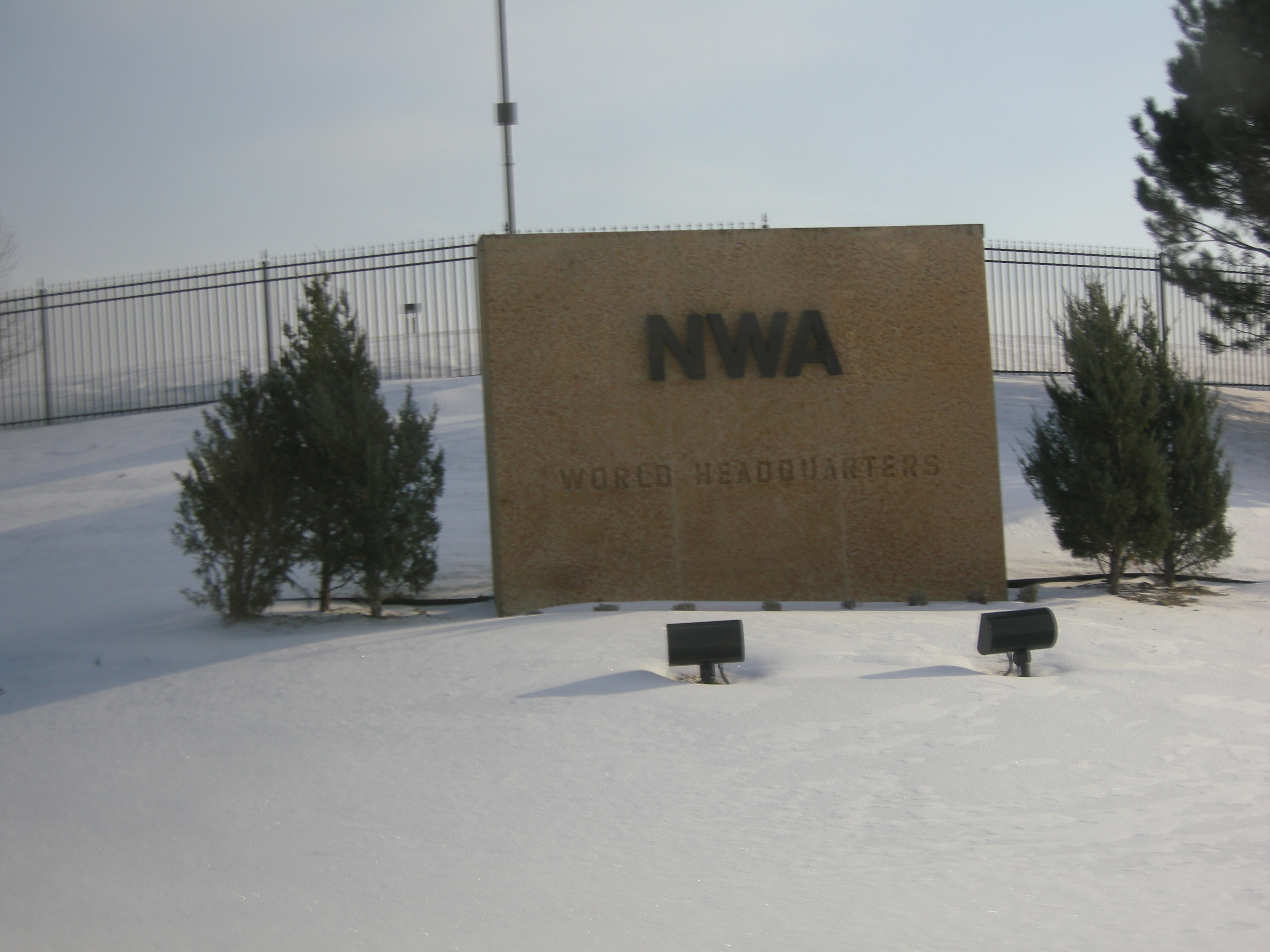
La sede de Northwest Airlines en Eagan, Minnesota.

A partir del 30 de octubre de 2008, Northwest Airlines hace parte de Delta Air Lines, formando así la aerolínea más grande del mundo, volando a 375 destinos en 66 países, transportado algo más de 170 millones de pasajeros al año, con cerca de 75 000 empleados a nivel mundial. El proceso de integración de NWA a Delta, tardará entre 12 y 24 meses, para finalmente operar bajo el mismo código y un solo certificado.

### Delta Air Lines rechaza fusión con US Airways
En 2006, la también estadounidense US Airways lanzó una oferta de comprar a Delta Air Lines por 8400 millones de dólares (unos 6258 millones de euros) entre líquidos y acciones, en una operación que se llevaría a cabo tras la salida de Delta de la quiebra y que desembocaría en una de las mayores aerolíneas del mundo.

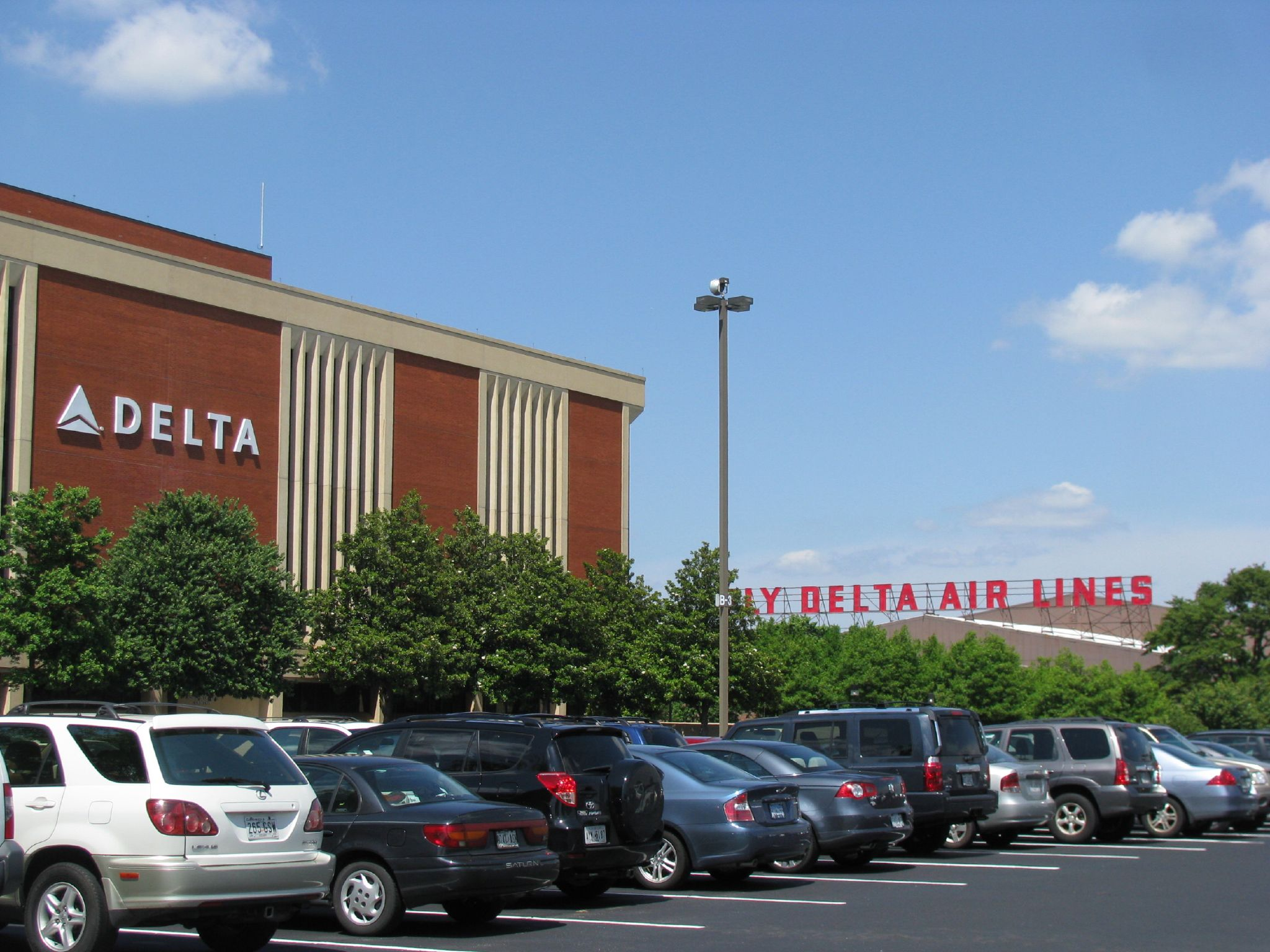
La sede del Delta.

US Airways señaló que la unión de las dos compañías generaría unas sinergias anuales de 1650 millones de dólares (1290,5 millones de euros), y que los consumidores tendrían las ventajas de una compañía "de gran tamaño que ofrece un servicio completo".
Una vez que Delta salga de la protección por quiebra, los acreedores recibirían 4000 millones de dólares (3128,5 millones de euros) en metálico y 78,5 millones de acciones del capital de US Airways.
El consejero delegado de Delta, Gerald Grinstein, señaló que la propuesta de US Airways "por supuesto iba a ser analizada", pero agregó que los planes de su compañía "siempre han sido salir de la quiebra en el primer semestre de 2007 como una aerolínea fuerte que se mantenga en solitario".
El Tribunal de Quiebras ha garantizado a Delta el derecho exclusivo de crear el plan de reestructuración hasta el 15 de febrero de 2007. Delta dijo: Continuaremos avanzando con decisión hacia ese objetivo", añadió Grinstein.
La empresa resultante de la ya negada fusión operaría con el nombre de Delta, informó US Airways. Si se hubiera cerrado la operación, el nuevo gigante de la aviación volaría a más de 350 destinos de los cinco continentes y se convertiría en la aerolínea con más vuelos transatlánticos y la segunda en tráfico en el área del Caribe.
US Airways está integrada en la alianza Star Alliance, mientras que Delta pertenece a Sky Team.
El comunicado de US Airways no aclaró si la nueva aerolínea tendría su sede en el hogar de esta compañía, en Tempe (Arizona) o en el de Delta, en Atlanta (Georgia).
A principios del 2007, US Airways sube oferta por Delta a 10 200 millones de dólares frente a 8,400 millones de dólares anteriores. US Airways Group Inc. anunció que, a principios de dicho año, aumentó su oferta sobre Delta Air Lines Inc hasta los 10 200 millones de dólares frente a los 8400 millones ofertados anteriormente.
Citigroup, el asesor de US Airways, estimó que esta nueva propuesta ofrecerá a los acreedores no asegurados de Delta entre 12 700 y 15 400 millones de dólares en valor, lo que representa una prima significativa de entre 9400 y 12 000 millones de dólares respecto al plan de Delta.
La operación sería creativa en los beneficios por acción de US Airways en el primer año después de completar la fusión.
En enero de 2007, la aerolínea estadounidense US Airways Group retiró su oferta de compra a Delta Airlines, luego de que el comité oficial de los acreedores de Delta le informara que no apoyará su propuesta.
US Airways anunció que retiraba su oferta de USD 10 200 millones para adquirir la aerolínea rival Delta, al no haber recibido una respuesta positiva del comité de acreedores de esta aerolínea.

### Crisis petrolera
Para marzo de 2008 Delta Airlines puso en marcha un plan de retiro voluntario dirigido a 30 000 trabajadores, más de la mitad de su plantilla. Las bajas incentivadas no afectaron a los pilotos de Delta, que tienen un convenio sindical propio, como tampoco a los empleados de Comair, la aerolínea regional del grupo, con sede en Kentucky.
En un comunicado enviado al regulador bursátil estadounidense (SEC), Delta anunciaba una serie de medidas destinadas a compensar los precios récord del petróleo y la desaceleración de la economía estadounidense.[cita requerida]
El plan de retiros, que fue lanzado en abril de 2008, afecta a más de la mitad de su plantilla, que ascendía a 55 000 trabajadores a finales de 2007, y a 47 000 personas según los datos más recientes del grupo aéreo.[cita requerida]
La aerolínea había estimado un precio para la compra de petróleo a 90 dólares por barril,[cita requerida] pero tras una subida del 20 % en los meses comprendidos entre enero a marzo de 2008, ha llegado a alcanzar una cotización récord de 111 dólares en Nueva York (cotización a marzo de 2008).
La notificación de Delta Airlines también tenía previsto recortar en un 5 % su capacidad en el mercado estadounidense durante 2008.[cita requerida] Debido a esto Delta empezó el plan de fusión con Northwest Airlines.

### Deltalina
Katherine Lee Hinton (nacida en 1974), también conocida como Katherine Lee, y también por su apodo Deltalina, es una azafata americana para Delta Air Lines y, desde 2008, principal presentadora de videos de seguridad a bordo de Delta. El primer video de seguridad con Deltalina fue lanzado en febrero de 2008 y rápidamente se hizo popular, no solo a bordo, sino que también se convirtió en uno de los videos más vistos en YouTube poco después de su lanzamiento.
Con sus pómulos altos y una amplia sonrisa de bienvenida, Lee fue rápidamente comparada con Angelina Jolie; el apodo Deltalina (de "Delta" + "-lina") apareció en los blogs y los comentarios de YouTube.
Ella también apareció en:
- The Ellen DeGeneres Show[14] en 22 de mayo de 2007[15][16]

- En CNN en El marzo de 2011[17]

- En 2010, Lee sirvió como portavoz en un infomercial for Healthy Trim, un suplemento de dieta.

## Accidentes e incidentes

### Vuelo de Delta Air Lines 191
El vuelo 191 de Delta Airlines fue un vuelo nacional que cubría la ruta Aeropuerto Internacional Fort Lauderdale-Hollywood - Aeropuerto Internacional de Los Ángeles, con escala en el Aeropuerto Internacional de Dallas-Fort Worth el 2 de agosto de 1985. El vuelo se estrelló en este aeropuerto en pleno aterrizaje, golpeando un tanque de agua cercano a la pista de aterrizaje 17L. 128 pasajeros y 8 miembros de la tripulación (incluidos los pilotos y el ingeniero de vuelo) murieron junto con un conductor en tierra, William Mayberry, que pasaba por el aeropuerto; 3 tripulantes de cabina y 24 pasajeros sobrevivieron al accidente.
El accidente fue causado por microrráfagas, un fenómeno meteorológico que consiste en densas nubes de tormenta eléctrica y vientos de cola fuertes, y que para 1985 ya se había cobrado víctimas en accidentes similares a este, siendo difíciles de detectar con radares meteorológicos comunes. Actualmente los radares Doppler equipados en aviones e instalaciones en tierra detectan estos fenómenos.

### Vuelo de Delta Air Lines 1141
El vuelo 1141 de Delta Airlines era un vuelo nacional entre Dallas-Fort Worth y Salt Lake City que se estrelló al despegar el 31 de agosto de 1988, matando a 14 personas a bordo y dejando heridas a 76, debido a que el avión que realizaba este vuelo no tenía los flaps desplegados para esta maniobra.

### Vuelo de Delta Air Lines 101
El vuelo 101 de Delta Air Lines, con ruta Aeropuerto Internacional Hartsfield-Jackson - Aeropuerto Internacional Ministro Pistarini, sufrió un severo desperfecto técnico al romperse un ala intentando aterrizar en el Aeropuerto Ministro Pistarini. El piloto tuvo que abortar el aterrizaje en medio de la fuerte tormenta y volar con el ala averiada, para después efectuar un aterrizaje de emergencia en el Aeropuerto Internacional de Carrasco.

### Vuelo de Delta Air Lines 415
El vuelo 415 de Delta Air Lines fue un vuelo con ruta Aeropuerto de Madrid-Barajas - Aeropuerto Internacional John F. Kennedy de Nueva York. El 5 de diciembre de 2013, el aparato, un Boeing 767-300ER, despega de Madrid; seis minutos después un fallo hidráulico parcial obligó a la tripulación a buscar un lugar donde aterrizar. El avión consiguió aterrizar de emergencia en el Aeropuerto de Madrid, dejando partes del fuselaje y restos de neumáticos en la pista de aterrizaje 32L. Aunque el avión quedó destrozado y fuera de la pista, ningún pasajero ni tripulante fue herido.

## Destinos y centros de conexión

### Destinos
Delta y sus socios de alianza en todo el mundo operan más de 15,000 vuelos por día. Delta es la única aerolínea estadounidense que vuela a Dakar, y junto con sus competidores United Airlines y American Airlines, son las únicas dos aerolíneas estadounidenses que vuelan a Estocolmo y Copenhague, respectivamente.

### Centros de conexión
Delta tiene actualmente nueve centros de operaciones:[8][39]
- Atlanta (ATL): el centro de operaciones más grande de la aerolínea que sirve al sur y este de los Estados Unidos y es su principal puerta de entrada a América Latina y el Caribe. Hogar de la sede corporativa de Delta, así como de Delta TechOps, la principal base de mantenimiento de la aerolínea.[24]
- Boston (BOS): el centro de operaciones transatlántico secundario de Delta. Ofrece servicio a destinos en Europa y América del Norte.
- Detroit (DTW): uno de los dos centros de operaciones de Delta en el Medio Oeste. Es la principal puerta de entrada asiática para el este de los Estados Unidos y también brinda servicio a muchos destinos en las Américas y Europa.
- Los Ángeles (LAX): centro secundario de Delta para la Costa Oeste. Ofrece servicio a ciudades de América Latina, Asia, Australia, Europa y las principales ciudades nacionales y destinos regionales de la Costa Oeste.
- Mineápolis/St. Paul (MSP): uno de los dos centros de Delta en el Medio Oeste. Es la puerta de entrada principal de la aerolínea a Canadá y también presta servicio a muchos destinos metropolitanos estadounidenses, muchos destinos regionales en el norte del Medio Oeste y algunos destinos selectos en Europa y Asia.
- Nueva York-JFK (JFK): centro transatlántico principal de Delta. El centro también ofrece servicio en "rutas de prestigio" transcontinentales a Los Ángeles y San Francisco.
- Nueva York-LaGuardia (LGA): segundo centro de Delta en Nueva York. El servicio de Delta en LaGuardia cubre numerosas ciudades de la Costa Este de E.U.A. y varios destinos regionales en E.U.A. y Canadá.
- Salt Lake City (SLC): centro de Delta para la región de las Montañas Rocosas de Estados Unidos. El servicio de Delta cubre la mayoría de los principales destinos de E.U.A. y varios destinos regionales en E.U.A., con énfasis en las Montañas Rocosas y destinos selectos en Canadá y México, y ciudades seleccionadas en Europa, Hawái y Asia.
- Seattle/Tacoma (SEA): el principal centro de operaciones de Delta en la Costa Oeste. El centro de operaciones sirve como puerta de entrada internacional a Asia para el oeste de los Estados Unidos. El servicio de Delta también incluye muchos de los principales destinos de E.U.A., así como destinos regionales en el noroeste del Pacífico.[25]

### Acuerdos de alianza y de código compartido
Delta es miembro de la alianza SkyTeam y tiene acuerdos de código compartido con las siguientes aerolíneas:
- Aerolíneas Argentinas
- Aeroméxico
- Air Europa
- Air France
- airBaltic
- China Airlines
- China Eastern Airlines
- El Al
- Garuda Indonesia
- Hawaiian Airlines
- ITA Airways
- Kenya Airways
- KLM
- Korean Air
- LATAM Airlines
- Rex Airlines
- Saudia
- Scandinavian Airlines System
- Seaborne Airlines
- Shanghai Airlines
- Transavia
- Vietnam Airlines
- Virgin Atlantic Airways
- WestJet

## Flota

### Flota actual
A julio de 2025, la flota de aviones de Delta Airlines tiene una edad promedio de 15.1 años y está compuesta por las siguientes aeronaves:
| Avión               | En servicio | Órdenes | Pasajeros | Pasajeros | Pasajeros | Pasajeros | Pasajeros | Pasajeros | Pasajeros            | Notas                                                                                              |
| Avión               | En servicio | Órdenes | J         | F         | P         | W         | Y         | Total     | Refs                 | Notas                                                                                              |
| ------------------- | ----------- | ------- | --------- | --------- | --------- | --------- | --------- | --------- | -------------------- | -------------------------------------------------------------------------------------------------- |
| Airbus A220-100     | 45          | —       | —         | 12        | —         | 15        | 82        | 109       | [ 28 ]               | |
| Airbus A220-300     | 33          | 67      | —         | 12        | —         | 30        | 88        | 130       | [ 29 ]               | |
| Airbus A319-100     | 57          | —       | —         | 12        | —         | 18        | 102       | 132       | [ 30 ]               | |
| Airbus A320-200     | 50          | —       | —         | 16        | —         | 18        | 123       | 157       | [ 31 ]               | Los aviones más antiguos serán retirados.                                                          |
| Airbus A321-200     | 127         | —       | —         | 20        | —         | 29        | 142       | 191       | [ 32 ]               | |
| Airbus A321neo      | 72          | 62      | —         | 20        | —         | 42        | 132       | 194       | [ 33 ] [ 34 ] [ 35 ] | |
| Airbus A321neo      | 4           | 17      | 16        | —         | 12        | 54        | 66        | 148       | [ 33 ] [ 34 ] [ 35 ] | Configuración Transcontinental.                                                                    |
| Airbus A330-200     | 11          | —       | —         | 16        | —         | 18        | 123       | 157       | [ 36 ]               | |
| Airbus A330-300     | 31          | —       | 34        | —         | 21        | 24        | 144       | 223       | [ 37 ]               | |
| Airbus A330-900 neo | 36          | 3       | 29        | —         | 28        | 56        | 168       | 281       | [ 38 ] [ 39 ]        | |
| Airbus A350-900     | 38          | 6       | 32        | —         | 48        | 36        | 190       | 306       | [ 40 ] [ 41 ] [ 42 ] | Serán estandarizados con nuevos interiores.                                                        |
| Airbus A350-900     | 38          | 6       | 30        | —         | —         | 63        | 246       | 339       | [ 40 ] [ 41 ] [ 42 ] | Serán estandarizados con nuevos interiores.                                                        |
| Airbus A350-900     | 38          | 6       | 40        | —         | 40        | 36        | 159       | 275       | [ 40 ] [ 41 ] [ 42 ] | Serán estandarizados con nuevos interiores.                                                        |
| Airbus A350-1000    | —           | 20      | ASA       | ASA       | ASA       | ASA       | ASA       | ASA       | [ 44 ]               | Las entregas comienzan en 2026. Opciones por 20 adicionales.                                       |
| Boeing 717-200      | 80          | —       | —         | 12        | —         | 20        | 78        | 110       | [ 46 ]               | Operador más grande.                                                                               |
| Boeing 737-800      | 77          | —       | —         | 16        | —         | 36        | 108       | 160       | [ 47 ]               | |
| Boeing 737-900ER    | 130         | —       | —         | 20        | —         | 21        | 139       | 180       | [ 48 ]               | Incluye el N930DZ, el último 737-900ER construido.                                                 |
| Boeing 737-900ER    | 33          | —       | —         | 12        | —         | 6         | 162       | 180       | [ 48 ]               | Aviones usados adquiridos de Lion Air.                                                             |
| Boeing 737-900ER    | 33          | —       | —         | 12        | —         | 24        | 137       | 173       | [ 48 ]               | Aviones usados adquiridos de Lion Air.                                                             |
| Boeing 737 MAX 10   | —           | 100     | —         | 20        | —         | 33        | 129       | 182       | [ 50 ]               | Las entregas comienzan a finales de 2027.                                                          |
| Boeing 757-200      | 88          | —       | —         | 20        | —         | 41        | 132       | 193       | [ 52 ]               | Operador más grande. Los aviones más antiguos serán retirados. Se equiparán con nuevos interiores. |
| Boeing 757-200      | 88          | —       | —         | 20        | —         | 29        | 150       | 199       | [ 52 ]               | Operador más grande. Los aviones más antiguos serán retirados. Se equiparán con nuevos interiores. |
| Boeing 757-200      | 88          | —       | 16        | —         | —         | 44        | 108       | 168       | [ 52 ]               | Operador más grande. Los aviones más antiguos serán retirados. Se equiparán con nuevos interiores. |
| Boeing 757-200      | 88          | —       | —         | 72        | —         | —         | —         | 72        | [ 52 ]               | Configuración chárter.                                                                             |
| Boeing 757-300      | 16          | —       | —         | 24        | —         | 32        | 178       | 234       | [ 53 ]               | |
| Boeing 767-300ER    | 32          | —       | 26        | —         | 18        | 21        | 151       | 216       | [ 54 ]               | Operador más grande. Los Boeing 767-300ER serán retirados en 2030.                                 |
| Boeing 767-300ER    | 7           | —       | 36        | —         | —         | 32        | 143       | 211       | [ 54 ]               | Operador más grande. Los Boeing 767-300ER serán retirados en 2030.                                 |
| Boeing 767-400ER    | 21          | —       | 34        | —         | 20        | 28        | 156       | 238       | [ 56 ]               | Operador más grande. Los Boeing 767-300ER serán retirados en 2030.                                 |
| Total               | 988         | 275     |           |           |           |           |           |           |                      | |

### Flota histórica
| Aeronaves                  | Total | Introducido | Retirado |
| -------------------------- | ----- | ----------- | -------- |
| Airbus A310                | 30    | 1991        | 1996     |
| Boeing 727-200             | 196   | 1972        | 2003     |
| Boeing 737-200             | 76    | 1987        | 2005     |
| Boeing 737-300             | 31    | 1987        | 2006     |
| Boeing 737-700             | 10    | 2008        | 2020     |
| Boeing 747-100             | 5     | 1970        | 1977     |
| Boeing 747-200             | 12    | 2009        | 2010     |
| Boeing 747-400             | 16    | 2009        | 2017     |
| Boeing 777                 | 18    | 1999        | 2020     |
| Bombardier CRJ-200         | 2     | 2013        | 2015     |
| Convair 880                | 17    | 1960        | 1973     |
| Convair CV-240             | 28    | 1952        | 1970     |
| Curtiss C-46 Commando      | 5     | 1957        | 1967     |
| Douglas DC-2               | 4     | 1938        | 1941     |
| Douglas DC-3/C-47          | 23    | 1940        | 1963     |
| Douglas DC-4               | 8     | 1945        | 1953     |
| Douglas DC-6               | 12    | 1948        | 1968     |
| Douglas DC-7               | 21    | 1954        | 1968     |
| Douglas DC-8               | 42    | 1959        | 1989     |
| Fairchild Hiller FH-227    | 6     | 1972        | 1975     |
| Lockheed Constellation     | 10    | 1953        | 1960     |
| Lockheed C-130 Hércules    | 6     | 1966        | 1973     |
| Lockheed L-1011 Tristar    | 71    | 1973        | 2001     |
| Lockheed Modelo 10 Electra | 6     | 1935        | 1942     |
| McDonnell Douglas DC-9     | 161   | 1965        | 2014     |
| McDonnell Douglas DC-10    | 14    | 1976        | 1989     |
| McDonnell Douglas MD-11    | 17    | 1990        | 2005     |
| McDonnell Douglas MD-80    | 120   | 1987        | 2020     |
| McDonnell Douglas MD-90    | 65    | 1995        | 2020     |

## Publicidad
Delta fue patrocinadora oficial de los Juegos Olímpicos de Atlanta 1996 y los Juegos Olímpicos de Salt Lake City 2002. Asimismo, el estadio del equipo de baloncesto Utah Jazz se denominó Delta Center desde 1991 hasta 2006. Precisamente, Delta tiene sede en Atlanta y tiene un centro de conexiones en Salt Lake City.